# Clasificación académica de universidades del Perú
La clasificación académica de universidades del Perú o ranking académico de universidades de Perú, hace referencia a las listas ordenadas que clasifican y acomodan a las universidades e instituciones de educación superior e investigación del Perú, de acuerdo a una rigurosa metodología científica de tipo bibliométrico que incluye criterios objetivos medibles y reproducibles, por ello el nombre de «académicas». Las listas clasificadoras son de dos tipos principales: globales o específicas. Las globales toman en cuenta dos o más criterios y generalmente muchos de ellos a la vez. Las listas específicas se elaboran tomando en cuenta una sola categoría y están destinadas a valorar aquellos aspectos únicos en los que las instituciones individualmente pueden destacarse, como por ejemplo investigación o calidad docente. Además de estos listados han aparecido recientemente otros que son producto de criterios subjetivos a los que suele no dárseles importancia pues carecen de rigor o seriedad ya que están basados fundamentalmente en sondeos de opinión, reflejando por ello, las opiniones subjetivas las experiencias personales y, posiblemente, los prejuicios de los encuestados. Desde el origen de la publicación de los rankings internacional de universidades en 2003 hasta la fecha, las únicas universidades peruanas que han llegado a ocupar el 1.er lugar en los múltiples rankings académicos existentes han sido la Universidad Nacional Mayor de San Marcos, la Pontificia Universidad Católica del Perú y la Universidad Peruana Cayetano Heredia.

## Antecedentes y clasificación piloto auspiciada por UNESCO
Ante el surgimiento del Academic Ranking of World Universities en 2003, el primer ranking mundial de clasificación académica de universidades, y con ello la masificación de este tipo de clasificaciones en el mundo, el primer antecedente que tuvo en Perú en la clasificación académica de sus universidades fue un estudio de 2007, elaborado por la entonces aún activa Asamblea Nacional de Rectores bajo el auspicio de la UNESCO. Este ranking piloto consideró los siguientes indicadores para clasificar académicamente las universidades: 
- Selectividad de acceso a la universidad (15%)
- Carga docente (10%)
- Producción de graduados y titulados(10%)
- Gravitación del postgrado sobre el currículum y la matrícula (10%)
- Calificaciones académicas de los docentes (10%)
- Publicaciones académicas (20%)
- Investigación (20%)

Las mejores clasificadas del Perú según dicha primera clasificación nacional piloto fueron:
| Universidad                              | 2007       |
| ---------------------------------------- | ---------- |
| Universidad Nacional Mayor de San Marcos | 1 (51.37)  |
| Pontificia Universidad Católica del Perú | 2 (45.37)  |
| Universidad Peruana Cayetano Heredia     | 3 (36.00)  |
| Universidad Nacional Agraria La Molina   | 4 (26.31)  |
| Universidad Nacional del Altiplano-Puno  | 5 (20.85)  |
| Universidad del Pacífico                 | 6 (20.61)  |
| Universidad Nacional de Trujillo         | 7 (18.89)  |
| Universidad Nacional de San Agustín      | 8 (17.97)  |
| Universidad Nacional de Ingeniería       | 9 (17.51)  |
| Universidad Nacional Agraria de La Selva | 10 (14.36) |

## Clasificación nacional académica
En el ranking se muestra el top 10 de universidades que fueron evaluadas  por SUNEDU con los parámetros del Ranking Académico de Universidades del Mundo (ARWU).
| Universidad                                  | 2023 |
| -------------------------------------------- | ---- |
| Universidad Peruana Cayetano Heredia         | 1    |
| Pontificia Universidad Católica del Perú     | 2    |
| Universidad Nacional Mayor de San Marcos     | 3    |
| Universidad Científica del Sur               | 4    |
| Universidad del Pacífico                     | 5    |
| Universidad Nacional Agraria La Molina       | 6    |
| Universidad Nacional San Agustín de Arequipa | 7    |
| Universidad San Ignacio de Loyola            | 8    |
| Universidad Peruana de Ciencias Aplicadas    | 9    |
| Universidad de San Martín de Porres          | 10   |

## Clasificaciones mundiales académicas
Las principales clasificaciones académicas internacionales y nacionales son:

### Clasificación Shanghái
La Clasificación Académica de las Universidades del Mundo (en inglés: Academic Ranking of World Universities, ARWU), denominada actualmente Clasificación de Shanghái, es una de las clasificaciones académicas más reconocidas mundialmente y la más antigua al originarse en 2003. Es la única clasificación académica mundial donde hasta la fecha ninguna universidad peruana ha aparecido en sus casi 20 ediciones.

### Clasificación Webométrica
Esta clasificación la produce el Laboratorio de Cibermetría del Consejo Superior de Investigaciones Científicas (CSIC) de España. El Laboratorio actúa como un observatorio de ciencia y tecnología disponible en la internet. La clasificación se construye a partir de una base de datos que incluye alrededor de 20 000 universidades y más de 5000 centros de investigación. La clasificación muestra a las 16 000 instituciones mejor colocadas. La metodología bibliométrica toma en cuenta el volumen de contenidos publicados en la web, así como la visibilidad e impacto de estos contenidos de acuerdo con los enlaces externos que apuntan hacia sus sitios web. Esta metodología está basada en la evaluación objetiva de la importancia de la institución dentro de la red social de sitios de universidades en el mundo.
Al 2022, el estudio de CSIC considera los siguientes indicadores para clasificar académicamente las universidades:
- Presencia: Descontinuado.
- Visibilidad (50%): Número de redes externas (subredes) que enlazan a las páginas web de la institución (normalizadas y luego se elige el valor máximo).
- Transparencia o Apertura (10%): Número de citas de los 210 autores principales (excluyendo los 20 principales atípicos).
- Excelencia o Academia (40%): Número de artículos entre el 10 % más citado en cada una de las 27 disciplinas de la base de datos completa. Hace uso de data quinquenal actualizada hasta dos años antes de la correspondiente edición publicada de la clasificación.

| Universidad                                        | 2010    | 2011    | 2012-I    | 2012-II    | 2013       | 2014       | 2015       | 2016       | 2017      | 2018      | 2019      | 2020      | 2021-I    | 2021-II   | 2022-I    | 2022-II   | 2023-II   |
| -------------------------------------------------- | ------- | ------- | --------- | ---------- | ---------- | ---------- | ---------- | ---------- | --------- | --------- | --------- | --------- | --------- | --------- | --------- | --------- | --------- |
| Pontificia Universidad Católica del Perú           | 1 (629) | 2 (870) | 2 (1335)  | 1 (687)    | 1 (891)    | 1 (749)    | 1 (1000)   | 1 (949)    | 1 (1129)  | 1 (1066)  | 1 (971)   | 1 (944)   | 2 (1724)  | 2 (2191)  | 1 (980)   | 1 (1012)  | 1 (962)   |
| Universidad Nacional Mayor de San Marcos           | 2 (932) | 1 (643) | 1 (810)   | 2 (997)    | 2 (1534)   | 2 (1339)   | 2 (1316)   | 2 (1386)   | 2 (1535)  | 2 (1581)  | 2 (1470)  | 2 (1419)  | 1 (1524)  | 1 (1331)  | 2 (1362)  | 2 (1288)  | 2 (1304)  |
| Universidad de Lima                                | —       | —       | —         | 13 (3809)  | 16 (5555)  | 18 (6194)  | 16 (4952)  | 7 (3709)   | 9 (4272)  | 12 (4315) | 8 (3434)  | 5 (3006)  | 6 (3366)  | 8 (3275)  | 7 (3270)  | 5 (2541)  | 3 (2323)  |
| Universidad Científica del Sur                     | —       | —       | —         | 86 (17813) | 71 (15269) | 55 (11356) | 64 (13830) | 45 (11444) | 18 (5112) | 13 (4498) | 14 (4363) | 14 (4089) | 9 (3528)  | 9 (3504)  | 10 (3848) | 8 (3191)  | 4 (2498)  |
| Universidad Peruana Cayetano Heredia               | —       | —       | 3 (1773)  | 3 (2023)   | 4 (2338)   | 3 (2014)   | 4 (2157)   | 4 (2688)   | 19 (5143) | 11 (4287) | 10 (3699) | 8 (3524)  | 7 (3451)  | 3 (2403)  | 3 (2204)  | 4 (2335)  | 5 (2682)  |
| Universidad Peruana de Ciencias Aplicadas          | —       | —       | 10 (3144) | 10 (3027)  | 13 (4532)  | 6 (3201)   | 8 (3367)   | 6 (3138)   | 6 (3188)  | 5 (2973)  | 3 (2956)  | 3 (2803)  | 3 (2836)  | 5 (2668)  | 5 (2938)  | 7 (2855)  | 6 (2700)  |
| Universidad Nacional de Ingeniería                 | —       | —       | 5 (2699)  | 9 (2971)   | 6 (2977)   | 4 (2552)   | 3 (1908)   | 75 (17378) | 5 (2927)  | 3 (2828)  | 5 (3044)  | 7 (3172)  | 8 (3471)  | 7 (3213)  | 4 (2916)  | 3 (2254)  | 7 (2747)  |
| Universidad Nacional Agraria La Molina             | —       | —       | 11 (3186) | 5 (2672)   | 7 (3389)   | 5 (2795)   | 6 (2782)   | 3 (2617)   | 3 (2786)  | 4 (2891)  | 4 (2966)  | 4 (2907)  | 4 (3156)  | 4 (2523)  | 6 (3117)  | 6 (2791)  | 8 (2926)  |
| Universidad del Pacífico                           | —       | —       | —         | 14 (4005)  | 15 (5282)  | 14 (4858)  | 21 (5834)  | 8 (3777)   | 16 (5035) | 9 (3961)  | 6 (3378)  | 6 (3109)  | 5 (3179)  | 8 (3334)  | 6 (2933)  | 9 (3291)  | 9 (3110)  |
| Universidad San Ignacio de Loyola                  | —       | —       | —         | 51 (9860)  | 20 (7332)  | 16 (5405)  | 10 (3711)  | 11 (4677)  | 13 (4648) | 7 (3530)  | 11 (3728) | 10 (3915) | 14 (4534) | 15 (4647) | 13 (4374) | 11 (3975) | 10 (3478) |
| Universidad de Piura                               | —       | —       | 9 (3436)  | 11 (3465)  | 11 (4341)  | 10 (3662)  | 12 (3832)  | 10 (3922)  | 14 (4899) | 16 (4998) | 17 (4908) | 12 (4058) | 15 (4536) | 12 (4196) | 12 (4359) | 13 (4219) | 13 (4019) |
| Universidad de San Martín de Porres                | —       | —       | 9 (3078)  | 7 (2876)   | 10 (4176)  | 11 (3694)  | 9 (3528)   | 86 (21567) | 8 (3626)  | 10 (4187) | 13 (4124) | 11 (3976) | 11 (4306) | 13 (4576) | 11 (4531) | 15 (4340) | 14 (4127) |
| Universidad de Ingeniería y Tecnología             | —       | —       | —         | —          | —          | —          | —          | 14 (4989)  | 10 (4327) | 8 (3903)  | 12 (3871) | 9 (3884)  | 12 (4335) | 11 (4112) | 14 (4479) | 17 (4508) | 18 (4226) |
| Universidad Nacional de San Antonio Abad del Cusco | —       | —       | —         | 17 (4494)  | 9 (3997)   | 12 (4018)  | 7 (3142)   | 9 (3804)   | 4 (2806)  | 6 (3080)  | 7 (3432)  | 13 (4078) | 13 (4413) | 16 (4677) | 15 (4546) | 16 (4499) | 23 (4622) |
| Universidad Nacional de San Agustín                | —       | —       | —         | 31 (7412)  | 17 (6535)  | 24 (7136)  | 15 (4789)  | 17 (5555)  | 11 (4609) | 15 (4829) | 15 (4623) | 15 (4322) | 10 (3929) | 10 (3636) | 9 (3589)  | 10 (3322) |           |

### Clasificación URAP
El University Ranking by Academic Performance (URAP) es una clasificación mundial elaborada y publicada en Internet desde el año 2010 por la Universidad Técnica de Medio Oriente de Turquía. La clasificación muestra a las 2000 universidades mejor colocadas. La metodología toma en cuenta el número de artículos publicados en revistas científicas, el número total de citas recibidas por los artículos publicados, el recuento de documentos que cubre toda la literatura académica, el impacto científico de las revistas en las cuales la universidad ha publicado artículos, y el número total de publicaciones realizadas en colaboración con universidades extranjeras.
| Universidad                              | 2012     | 2013     | 2014     | 2015     | 2016     | 2017 | 2018     | 2019     | 2020     | 2021     | 2022     |
| ---------------------------------------- | -------- | -------- | -------- | -------- | -------- | ---- | -------- | -------- | -------- | -------- | -------- |
| Universidad Peruana Cayetano Heredia     | —        | —        | 1 (1177) | 1 (1366) | 1 (1333) | —    | 1 (1403) | 1 (1299) | 1 (1360) | 1 (1267) | 1 (1319) |
| Pontificia Universidad Católica del Perú | 2 (1895) | 2 (1815) | 3 (1874) | 2 (1501) | 2 (1480) | —    | 2 (1471) | 2 (1477) | 2 (1592) | 2 (1710) | 2 (1869) |
| Universidad Nacional Mayor de San Marcos | 1 (1669) | 1 (1704) | 2 (1790) | 3 (1850) | 3 (1866) | —    | 3 (1966) | 3 (2032) | 3 (2060) | 3 (2161) | 3 (2160) |

### Clasificación SCImago
SCImago Institutions Rankings, ha publicado su ranking internacional de instituciones de investigación a nivel mundial desde 2009, denominado SIR World Report. El SIR World Report es un trabajo del Grupo de Investigación SCImago, una organización de investigación con sede en España consistente en miembros del Consejo Superior de Investigaciones Científicas (CSIC), la Universidad de Granada, la Universidad Carlos III de Madrid, la Universidad de Alcalá, la Universidad de Extremadura y otras instituciones educativas en España. Este ranking es una clasificación de las instituciones académicas y relacionadas con la investigación clasificadas por un indicador compuesto que combina tres conjuntos distintos de indicadores basados en el rendimiento de la investigación, resultados de innovación e impacto social medidos por su visibilidad en la web. Hace uso de data quinquenal actualizada hasta dos años antes de la correspondiente edición publicada de la clasificación. 
| Universidad                                | 2012    | 2013    | 2014    | 2015    | 2016    | 2017    | 2018    | 2019    | 2020     | 2023      |
| ------------------------------------------ | ------- | ------- | ------- | ------- | ------- | ------- | ------- | ------- | -------- | --------- |
| Universidad Peruana Cayetano Heredia       | 1 (669) | 2 (650) | 2 (637) | 2 (632) | 2 (647) | 1 (605) | 2 (697) | 1 (660) | 1 (674)  | 1 (4558)  |
| Pontificia Universidad Católica del Perú   | 2 (691) | 1 (642) | 1 (609) | 1 (609) | 1 (610) | 1 (605) | 1 (693) | 4 (718) | 5 (757)  | 2 (4813)  |
| Universidad Nacional de Trujillo           |         |         |         |         |         |         |         |         |          | 3 (5396)  |
| Universidad Nacional Mayor de San Marcos   | 3 (765) | 3 (719) | 3 (692) | 3 (681) | 3 (682) | 4 (673) | 3 (749) | 3 (706) | 2= (731) | 4 (5396)  |
| Universidad San Ignacio de Loyola          |         |         |         |         |         |         |         |         |          | 5 (6208)  |
| Universidad Nacional Agraria La Molina     | —       | —       | —       | —       | —       | —       | —       | —       | 6 (765)  | 6 (6230)  |
| Universidad Privada San Juan Bautista      |         |         |         |         |         |         |         |         |          | 7 (6721)  |
| Universidad Ricardo Palma                  |         |         |         |         |         |         |         |         |          | 8 (6764)  |
| Universidad de San Martín de Porres        | —       | —       | —       | —       | —       | —       | 5 (766) | 5 (729) | 4 (741)  | 8 (6764)  |
| Universidad Nacional del Altiplano de Puno |         |         |         |         |         |         |         |         |          | 10 (7396) |
| Universidad Científica del Sur             | —       | —       | —       | —       | —       | —       | 6 (768) | —       | 7 (813)  | 11 (7416) |
| Universidad Peruana de Ciencias Aplicadas  | —       | —       | —       | —       | —       | 3 (670) | 4 (760) | 2 (689) | 2= (731) | 12 (7450) |
| Universidad Nacional de Ingeniería         | —       | —       | —       | —       | —       | —       | —       | —       | 8 (822)  | 14 (7594) |
| Universidad del Pacífico (Perú)            |         |         |         |         |         |         |         |         |          | 15 (7732) |
| Universidad Nacional de San Agustín        | —       | —       | —       | —       | —       | —       | —       | —       | 9 (837)  | 20 (7867) |

## Clasificaciones mundiales parcialmente académicas

### Clasificación QS
Son rankings elaborados en su mayor parte por opiniones de académicos.
Clasificación QS World University Rankings
El Ranking QS de Universidades del Mundo es una clasificación mundial elaborada y publicada en Internet desde el año 2011, por el grupo Quacquarelli Symonds. Este ranking global utiliza seis criterios, entre estos la Reputación Académica, la Reputación Empresarial y el Ratio Facultad a Estudiante. Las universidades se evalúan de acuerdo con las siguientes métricas:
- Reputación académica (40%)
- Reputación del empleador (10%)
- Ratio de facultad a estudiante (20%)
- Citaciones por docente (20%)
- Ratio de docentes internacionales (5%)
- Ratio de estudiantes internacionales (5%)

| Universidad                               | 2011     | 2012      | 2013 | 2014     | 2015     | 2016      | 2017      | 2018      | 2019      | 2020      | 2021       | 2022       | 2023       | 2024           | 2025           |
| ----------------------------------------- | -------- | --------- | ---- | -------- | -------- | --------- | --------- | --------- | --------- | --------- | ---------- | ---------- | ---------- | -------------- | -------------- |
| Pontificia Universidad Católica del Perú  | 2        | 1= (601+) |      |          |          |           |           | 1 (431+)  | 1 (551+)  | 1 (474)   | 1 (432)    | 1 (395)    | 1 (363)    | 1 (336)        | 1 (359)        |
| Universidad Nacional Mayor de San Marcos  | 1 (601+) | 1= (601+) |      | 3 (701+) | 3 (701+) | 2= (701+) | 2= (701+) | 2= (701+) | 2= (701+) |           | 3 (801+)   | 3 (801+)   | 3 (801+)   | 2 (901-950)    | 2 (901-950)    |
| Universidad Peruana Cayetano Heredia      |          |           |      |          |          |           |           | 2= (801+) | 2= (801+) | 2 (801+)  | 2 (701+)   | 2 (361+)   | 2 (651+)   | 3 (951-1000)   | 3= (1001-1200) |
| Universidad de Lima                       |          |           |      |          |          |           |           |           |           | 2= (801+) | 4= (1001+) | 4= (1001+) | 4= (1001+) | 4= (1001-1200) | 3= (1001-1200) |
| Universidad del Pacífico                  |          |           |      |          |          |           |           |           |           |           | 4= (1001+) | 4= (1001+) | 4= (1001+) | 4= (1001-1200) | 3= (1001-1200) |
| Universidad Nacional de Ingeniería        |          |           |      |          |          |           |           |           |           |           |            |            |            | 3= (951-1000)  | 6= (1201-1400) |
| Universidad Nacional Agraria La Molina    |          |           |      |          |          |           |           |           |           |           | 4= (1001+) | 4= (1001+) | 4= (1001+) | 7= (1201-1400) | 6= (1201-1400) |
| Universidad de Piura                      |          |           |      |          |          |           |           |           |           |           |            |            | 8 (1201+)  | 7= (1201-1400) | 6= (1201-1400) |
| Universidad Peruana de Ciencias Aplicadas |          |           |      |          |          |           |           |           |           | 4 (1001+) | 4= (1001+) | 4= (1001+) | 4= (1001+) | 4= (1001-1200) | 6= (1201-1400) |
| Universidad San Ignacio de Loyola         |          |           |      |          |          |           |           |           |           |           |            | 8 (1201+)  | 8 (1201+)  | 7= (1201-1400) | 10= (1401+)    |

Clasificación QS Latin America University Rankings
El Ranking QS de Universidades de Latinoamérica es una clasificación regional elaborada y publicada en Internet desde el año 2016, por el grupo Quacquarelli Symonds. Este ranking regional utiliza ocho criterios, conservando los indicadores clave de la clasificación mundial como la Reputación Académica, la Reputación Empresarial y el Ratio Facultad a Estudiante, aunque dándoles una diferente ponderación. Añade además un conjunto de métricas de desempeño adaptadas con precisión para la región. Las universidades se evalúan de acuerdo con las siguientes métricas:
- Reputación académica (30%)
- Reputación del empleador (20%)
- Ratio de facultad a estudiante (10%)
- Personal con doctorado (10%)
- Trabajos por docente (5%)
- Citaciones por publicaciones (10%)
- Impacto web (5%)
- Red Internacional de Investigación (10%)

Debido a que la edición latinoamericana del ranking QS considera diferentes ponderaciones, y reemplaza y añade otros criterios, las ubicaciones de las universidades de América Latina (y por ende de Perú) han diferido en determinados casos con sus ubicaciones regionales (nacionales) del ranking mundial QS.
Desde el año 2024, el ranking considera América Latina y el Caribe. 
| Universidad                                        | 2016      | 2017      | 2018      | 2019      | 2020      | 2021       | 2022       | 2024       |
| -------------------------------------------------- | --------- | --------- | --------- | --------- | --------- | ---------- | ---------- | ---------- |
| Pontificia Universidad Católica del Perú           | 1 (19)    | 1 (21)    | 1 (25)    | 1 (21)    | 1 (18)    | 1 (16)     | 1 (13)     | 1 (13)     |
| Universidad Nacional Mayor de San Marcos           | 2 (60)    | 2 (70)    | 3 (82)    | 3 (74)    | 2 (68)    | 3 (77)     | 3 (73)     | 2 (49)     |
| Universidad Peruana Cayetano Heredia               | 3 (64)    | 3 (74)    | 2 (68)    | 2 (70)    | 3 (73)    | 2 (56)     | 2 (54)     | 3 (50)     |
| Universidad del Pacífico                           | 7 (139)   | 8 (170+)  | 5 (150+)  | 5 (160+)  | 5 (135)   | 4 (95)     | 4 (89)     | 4 (89)     |
| Universidad de Lima                                | 4 (102)   | 5 (148)   | 7 (170+)  | 7 (180+)  | 8 (170+)  | 6 (133)    | 5 (122)    | 5 (109)    |
| Universidad Nacional de Ingeniería                 | 6 (134)   | 7 (160+)  | 4 (129)   | 4 (128)   | 4 (119)   |            |            | 6 (122)    |
| Universidad Peruana de Ciencias Aplicadas          | 11 (150+) | 9 (190+)  | 8 (180+)  | 8 (180+)  | 7 (150+)  | 7 (146)    | 7 (136)    | 7 (128)    |
| Universidad Nacional Agraria La Molina             | 5 (117)   | 4 (106)   | 6 (150+)  | 6 (170+)  | 6 (144)   | 5 (127)    | 6 (131)    | 8 (143)    |
| Universidad de Piura                               | 10 (150+) | 10 (190+) | 9 (190+)  | 9 (200+)  | 9 (180+)  | 8 (171+)   | 8 (161+)   | 9 (161+)   |
| Universidad San Ignacio de Loyola                  | 16 (200+) | 15 (250+) | 18 (300+) | 11 (250+) | 12 (250+) | 9= (201+)  | 9= (201+)  | 10 (191+)  |
| Universidad ESAN                                   | —         | —         | —         | 13 (300+) | 14 (300+) | 13= (301+) | 9= (201+)  | 11= (201+) |
| Universidad de San Martín de Porres                | 8 (150+)  | 6 (160+)  | 10 (250+) | 10 (200+) | 10 (200+) | 12= (251+) | 11= (151+) | 11= (201+) |
| Universidad Científica del Sur                     | —         | —         | —         | 12 (300+) | 13 (300+) | 11= (251+) | 11= (151+) | 13= (251+) |
| Universidad Nacional de San Agustín                | 14 (200+) | 13 (200+) | 11 (250+) | 14 (300+) | 15 (300+) | 13= (301+) | 14 (301+)  | 13= (251+) |
| Universidad Nacional de Trujillo                   |           |           |           |           |           |            |            | 13= (251+) |
| Universidad Ricardo Palma                          |           |           |           |           |           |            |            | 13= (251+) |
| Universidad Católica San Pablo                     |           |           |           |           |           |            |            | 17= (301+) |
| Universidad Nacional de San Antonio Abad del Cusco | 9 (150+)  | 11 (200+) | 12 (250+) | 15 (300+) | 11 (200+) | 9= (201+)  | 11= (151+) | 17= (301+) |
| Universidad Norbert Wiener                         |           |           |           |           |           |            |            | 17= (301+) |
| Universidad Privada del Norte                      |           |           |           |           |           |            |            | 17= (301+) |
| Universidad Nacional Federico Villarreal           |           |           |           |           |           |            |            | 21 (351+)  |
| Universidad Continental                            |           |           |           |           |           |            |            | 22= (401+) |
| Universidad César Vallejo                          |           |           |           |           |           |            |            | 22= (401+) |
| Universidad Nacional del Altiplano de Puno         |           |           |           |           |           |            |            | 22= (401+) |

### Clasificación THE
Es un ranking elaborado en su mayor parte por opiniones de académicos.
| Universidad                              | 2011 | 2012 | 2013 | 2014 | 2015 | 2016 | 2017 | 2018        | 2019         | 2020         | 2021        | 2022          | 2023          | 2024          | 2025          |
| ---------------------------------------- | ---- | ---- | ---- | ---- | ---- | ---- | ---- | ----------- | ------------ | ------------ | ----------- | ------------- | ------------- | ------------- | ------------- |
| Universidad Peruana Cayetano Heredia     | —    | —    | —    | —    | —    | —    | —    | —           | 1 (501-600)  | 1 (501-600)  | 1 (501-600) | 1 (601-800)   | 1 (601-800)   | 1 (1001-1200) | 1 (1001-1200) |
| Pontificia Universidad Católica del Perú | —    | —    | —    | —    | —    | —    | —    | 1 (601-800) | 2 (800-1000) | 2 (800-1000) | 2 (1000+)   | 2 (1001-1200) | 2 (1201-1500) | 2 (1201-1500) | 2= (1501+)    |
| Universidad Nacional Mayor de San Marcos | —    | —    | —    | —    | —    | —    | —    | —           | —            | —            | —           | 3 (1201+)     | 3 (1501+)     | —             | —             |

## Situación actual
La siguiente tabla muestra la ubicación actual promediada de las primeras 15 universidades peruanas que muestran el mejor desempeño en las más recientes ediciones publicadas de las clasificaciones mundiales de universidades.
| Puesto | Universidad                               | Región         | Clasificaciones mundiales | Clasificaciones mundiales | Clasificaciones mundiales | Clasificaciones mundiales | Clasificaciones mundiales | Promedio (2024) |
| Puesto | Universidad                               | Región         | Webometrics 2025          | Times 2025                | QS 2024                   | Scimago 2025              | URAP 2024                 | Promedio (2024) |
| ------ | ----------------------------------------- | -------------- | ------------------------- | ------------------------- | ------------------------- | ------------------------- | ------------------------- | --------------- |
| 1      | Pontificia Universidad Católica del Perú  | Lima           | 1                         | 2                         | 1                         | 1                         | 2                         | 1.40            |
| 2      | Universidad Nacional Mayor de San Marcos  | Lima           | 2                         | —                         | 2                         | 2                         | 3                         | 2.25            |
| 3      | Universidad Peruana Cayetano Heredia      | Lima           | 9                         | 1                         | 3                         | 3                         | 1                         | 3.40            |
| 4      | Universidad Peruana de Ciencias Aplicadas | Lima           | 4                         | 5                         | 6                         | 4                         | —                         | 4.75            |
| 5      | Universidad Científica del Sur            | Lima           | 5                         | 3                         | 4                         | 8                         | —                         | 5.00            |
| 6      | Universidad Nacional Agraria La Molina    | Lima           | 7                         | 4                         | 8                         | 3                         | —                         | 5.50            |
| 7      | Universidad San Ignacio de Loyola         | Lima           | 10                        | 6                         | 10                        | 7                         | —                         | 8.25            |
| 8      | Universidad de Piura                      | Piura y Lima   | 13                        | —                         | 6                         | —                         | —                         | 9.50            |
| 9      | Universidad Nacional de Ingeniería        | Lima           | 6                         | —                         | 5                         | 18                        | —                         | 9.66            |
| 10     | Universidad Tecnológica del Perú          | Lima y 5 sedes | 15                        | —                         | —                         | 5                         | —                         | 10.00           |
| 11     | Universidad Ricardo Palma                 | Lima           | 11                        | —                         | —                         | 11                        | —                         | 11.00           |
| 12     | Universidad de Lima                       | Lima           | 3                         | —                         | 7                         | 24                        | —                         | 11.33           |
| 13     | Universidad de San Martín de Porres       | Lima           | 14                        | —                         | —                         | 12                        | —                         | 13.00           |
| 14     | Universidad del Pacífico                  | Lima           | 8                         | —                         | —                         | 19                        | —                         | 13.50           |
| 15     | Universidad Nacional de Trujillo          | La Libertad    | 16                        | —                         | —                         | 12                        | —                         | 14.00           |